# Rudolf Loman
Rudolf Loman (Ámsterdam, 14 de octubre de 1861-4 de noviembre de 1932) fue un jugador de ajedrez neerlandés de origen judío. Vivió en Londres durante bastantes años, donde trabajó como organista y jugaba al ajedrez por dinero contra británicos acomodados, una actividad que enseñó a su discípulo, el también neerlandés Jacques Davidson. De vuelta a su país, ganó el segundo Campeonato de ajedrez de los Países Bajos, en Delft en 1912. Previamente, había ganado varios campeonatos holandeses no oficiales: en Róterdam (1888 y 1894), La Haya (1890), Utrecht (1891 y 1897) y Groningen (ex aequo con Arnold van Foreesten) (1893).  En sus encuentros empató con Paul Saladin Leonhardt en Londres (1904), perdió contra Johannes Esser (1913) (play-off por el tercer puesto del Campeonato de los Países Bajos), y perdió contra Edgar Colle en Londres (1922).